# Kantongerecht Oirschot

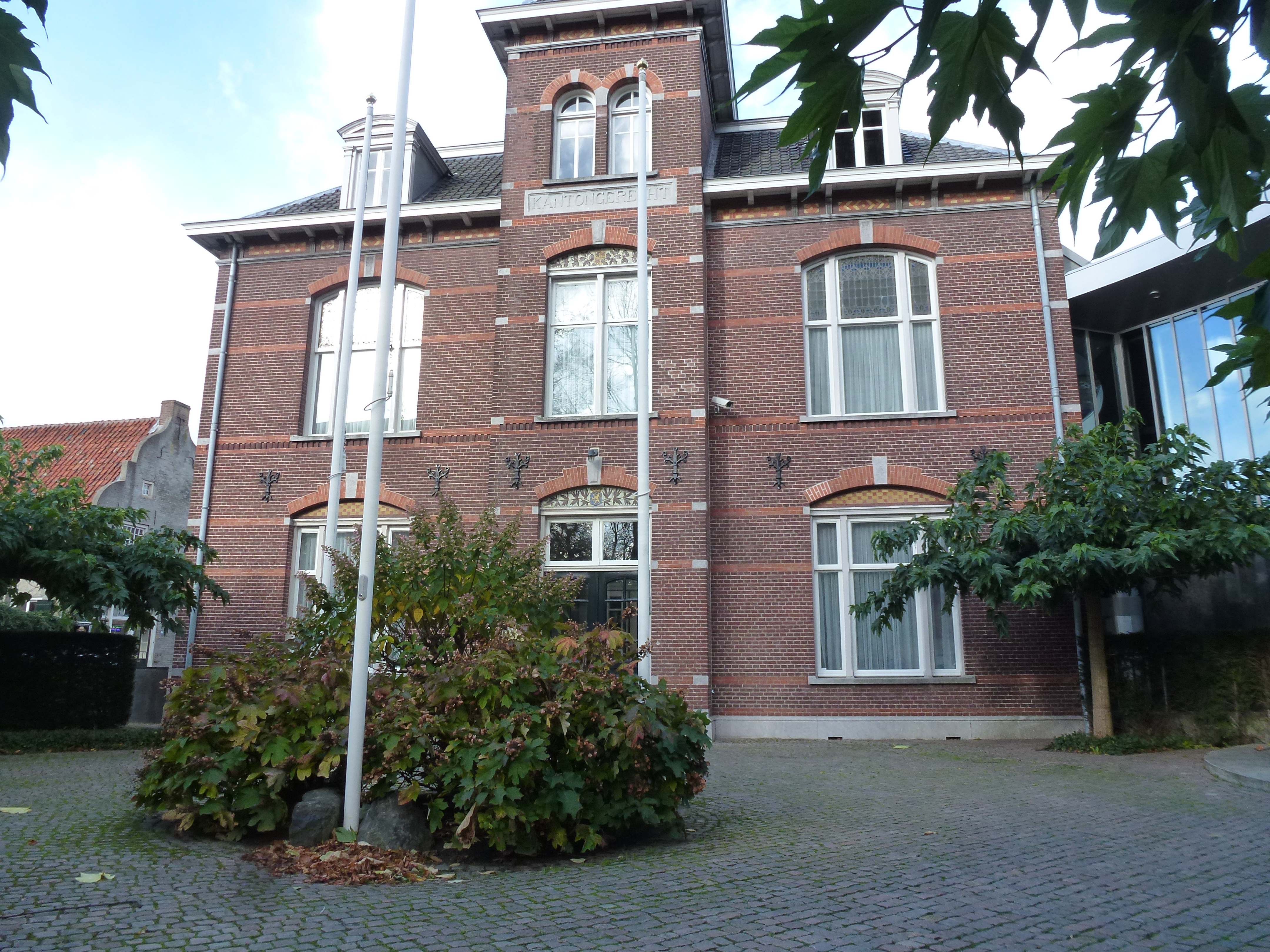
Het voormalige kantongerecht in Oirschot

Het kantongerecht Oirschot was van 1838 tot 1934 een van de kantongerechten in Nederland. Het gerecht was gevestigd in Oirschot in een gebouw uit 1908, ontworpen door W.C. Metzelaar. Het gebouw is een rijksmonument. Oirschot was bij de instelling in 1838 het vijfde kanton van het arrondissement Eindhoven.